# Aszur-balti-ekurri
Aszur-balti-ekurri, Aszur-balti-Ekurri (akad. Aššur-balti-ekurri, Aššur-balti-Ekurri; w transliteracji z pisma klinowego zapisywane maš-šur-TÉŠ-É.KUR(-ri); tłum. „Aszur jest dumą świątyni”) – wysoki dostojnik, gubernator prowincji Arrapha za rządów asyryjskiego króla Adad-nirari III (810-783 p.n.e.); według asyryjskich list i kronik eponimów w 802 r. p.n.e. sprawował też urząd eponima (akad. limmu). Zgodnie z Asyryjską kroniką eponimów za jego eponimatu miała miejsce wyprawa wojenna w kierunku morza, a w kraju wybuchła zaraza. Jego imieniem jako eponima datowany jest dokument prawny z Kalhu